# Меса (округ, Колорадо)
Шаблон:StateAbbr_ 39°01′ пн. ш. 108°28′ зх. д. / 39.02° пн. ш. 108.47° зх. д.
Округ Меса (англ. Mesa County) — округ (графство) у штаті Колорадо, США. Ідентифікатор округу 08077.

## Історія
Округ утворений 1883 року.

## Демографія
За даними перепису
2000 року
загальне населення округу становило 116255 осіб, зокрема міського населення було 98608, а сільського — 17647.
Серед мешканців округу чоловіків було 56939, а жінок — 59316. В окрузі було 45823 домогосподарства, 31563 родин, які мешкали в 48427 будинках.
Середній розмір родини становив 2,94.
Віковий розподіл населення поданий у таблиці:
| Стать    | До 15 років | 15-21 | 22-29 | 30-39 | 40-49 | 50-65 | 65-85 | Понад 85 |
| -------- | ----------- | ----- | ----- | ----- | ----- | ----- | ----- | -------- |
| Чоловіки | 12075       | 6270  | 5427  | 7367  | 9129  | 9064  | 6921  | 686      |
| Жінки    | 11634       | 5976  | 5190  | 7608  | 9472  | 9401  | 8590  | 1445     |

## Суміжні округи
- Гарфілд — північ
- Піткін — схід
- Ганнісон — схід
- Дельта — південний схід
- Монтроуз — південь
- Гранд, Юта — захід